# District de Boane
Le district de Boane est une subdivision administrative de la province de Maputo au nord du Mozambique. En 2007, sa population est de 98 964 habitants.

## Source de la traduction
- (en) Cet article est partiellement ou en totalité issu de l’article de Wikipédia en anglais intitulé « Boane District » (voir la liste des auteurs).